# 中村歌右衛門 (3代目)
三代目 中村 歌右衛門（さんだいめ なかむら うたえもん、安永7年3月3日〈1778年3月31日〉- 天保9年7月25日〈1838年9月13日〉）は、江戸時代に活躍した歌舞伎役者。屋号は加賀屋、俳名に歌七・梅玉・芝翫、雅号に百戯園がある。本名は大關 市兵衛（おおせき いちべえ）。幼名は福之助。

## 来歴
初代中村歌右衛門の子。大坂に生まれ、天明8年（1788年）3月に10歳で加賀屋福之助を名乗り、京都の都万太夫座で初舞台を踏む。翌年には大坂中の芝居に出る。
寛政2年（1790年）10月、父歌右衛門が死去し、翌月に父の門弟が二代目として名乗っていた中村歌右衛門の名跡を譲り受け三代目を襲名する。享和元年（1801年）11月より立役となり、二代目嵐吉三郎と競い合い大坂で人気を二分した。文化5年（1808年）江戸に行き、中村座に出て大当りを取る。その後踊りの名手三代目坂東三津五郎と競い合い江戸でも人気を博す。
文化15年（1818年）2月に中村芝翫を名乗るが、翌年大坂で歌右衛門の名に復し以後立役をつとめる。文政8年（1825年）に一度引退興行を行なうが、すぐ舞台に復帰する。評判記には文政10年（1827年）に「無類」、天保3年（1832年）には「古今無類総芸頭」を受ける。しかしこの頃から病気がちになり、天保7年（1836年）門下の二代目中村芝翫に歌右衛門の名を譲り、自らは中村玉助と名乗った。その2年後大坂で没す。享年61。
当り役は『一谷嫩軍記』の熊谷直実、『義経千本桜』の源九郎狐、『仮名手本忠臣蔵』の定九郎、『楼門五三桐』の石川五右衛門、『隅田川続俤』の法界坊、『五大力恋緘』の弥助など。道外方、立役、若衆方、実事、女形の役を時代物世話物のわけ隔てなくこなす万能型の役者で、その型は後に梅玉型といわれた。所作事にも優れ、変化舞踊を三代目三津五郎と競って上演し、それら所作事は『越後獅子』などをはじめとして今に伝わる。狂言作者としても活躍し、金澤龍玉（かなざわりゅうぎょく）の名で『雁のたより』などを残している。